# Огієвський Володимир Васильович
Володимир Васильович Огієвський (11 травня 1890 (28 квітня за старим стилем), Крапивно, Курська губернія — 26 лютого 1979, Київ) — радянський та український фахівець у галузі радіотехніки, професор та декан радіотехнічного факультету Київського політехнічного інституту. Заслужений працівник вищої школи УРСР (1970).

## Біографія
Народився 1890 року у м. Крапивно. 1906 року за участь у революційних виступах Володимира виключено з реального училища.
1907–1914 р.р. навчався у Київському політехнічному інституті, де також брав участь у студентському русі.
У 1911–1912 р.р. відбував військову повинність у 4-й Іскровій (радіотелеграфній) роті, здав спеціальні екзамени та вийшов у запас у званні прапорщика. На початку Першої світової війни був призваний на службу у діючу армію. Був начальником Головної радіостанції Південно-Західного фронту при штабі Головнокомандувача. Після підготовки 1916 року на р. Кача у Криму став офіцером «спеціалістом з радіо та авіації» 8 армії.
грудень 1917 р. — стає делегатом полкового та дивізійного комітетів Першого Всеросійського з'їзду радіотелеграфістів. Обирається до складу виконавчого органу з'їзду — Центрального Комітету. У січні 1918 р. стає головою Ради військового радіотелеграфу РСР. Брав участь у організації радіотелеграфу Червоної Армії та засіданні Раднаркому під головуванням Леніна з передачі ряду військових радіостанцій у народну власність.
1919–1921 р.р. — бере участь у будівництві першої у РСР потужної дослідної радіостанції незатухаючих коливань.
З 1921 р. переводиться до м. Київ, де працює начальником військової радіостанції та викладає радіотехніку у військовому училищі зв'язку. Одночасно розпочинає педагогічну діяльність у Київському політехнічному інституті, де постійно працює після демобілізації у 1922 році.
1924 р. — під керівництвом В. В. Огієвського створюється перша в Україні та третя на території СРСР радіомовна станція. У наступні роки вчений бере активну участь у будівництві таких станцій у Одесі, Харкові, Дніпропетровську та Тирасполі.
1929 р. — під керівництвом В. В. Огієвського при кафедрі радіотехніки створена перша в Україні науково-дослідна радіотехнічна лабораторія та експериментально-виробничі майстерні, експлуатація яких дозволила налагодити виробництво високовольтних фільтрових конденсаторів для радіостанцій.
1930 року обраний професором, призначений завідувачем кафедри та деканом радіотехнічного факультету Київського енергетичного інституту (тимчасово виділений із складу Політехнічного інституту).
З 1941–1944 р.р. — перебуває у евакуації, працює професором Свердловського індустріального інституту та науковий співробітник декількох організацій, що розробляли оборонну тематику.
1944–1962 р.р. — декан радіотехнічного факультету Київського політехнічного інституту та завідувач кафедри теоретичних основ радіотехніки (до 1973 року).
1973–1979 р.р. — професор-консультант тієї ж кафедри.
Помер на 89-му році життя 26 лютого 1979-го року. Похований на Берковецькому кладовищі Києва.

### Родина
- Батько — викладач лісової школи, потім професор Петербурзького лісового інституту Василь Огієвський (1861—1921).
- Брат — науковець у галузі агролісомеліорації, доктор сільськогосподарських наук Василь Огієвський (1893—1983).
- Двоюрідний брат — гідролог, доктор технічних наук Анатолій Огієвський (1894—1952).
- Донька — мистецтвознавиця, кандидат мистецтвознавства Ія Огієвська (1925—2017)[2].

## Наукова та викладацька діяльність
В. В. Огієвський є організатором радіонапрямку у Київському політехнічному інституті, засновником радіотехнічного факультету та його деканом (понад 20 років), автором та розробником багатьох курсів та лабораторних практикумів радіотехнічної спеціалізації. Також завдяки зусиллям вченого була створена науково-технічна школа радіоелектроніки в Україні.
За ініціативи Володимира Васильовича створюється Київське товариство «Друзів радіо», яке будує у Києві радіомовну станцію потужністю 1 кВт. Окрім цього вчений бере активну участь у створенні радіомережі на всій території УРСР.
Був відповідальним редактором журналу «Известия вузов МВ и ССО СССР» з розділу «Радиоэлектроника» у 1959–1979 р.р. та почесним членом Українського правління науково-технічного товариства радіотехніки та електроніки ім. О. С. Попова.
Вчений брав активну участь у громадській діяльності інституту. Активно залучав до роботи здібну молодь та допомагав їй як у навчанні, так і матеріально. Разом із студентами закладав так званий «Парк КПІ», що існує донині перед корпусами № 1 та № 4 Національного технічного університету України у м. Київ.

У книзі Я. Голованова «Корольов. Хроніка» (1973) трапляється згадка Сергія Корольова, якому подобався практикум з радіотехніки, про В. В. Огієвського: 
|  | "Таким повинен бути справжній інженер" |

За час викладацької діяльності В. В. Огієвський виховав 11 докторів та 33 кандидати наук, ряд лауреатів Державних премій та директорів підприємств радіотехнічної промисловості, зокрема, Сергія Корольова, Юрія Зіньковського тощо.